# Douglas Fairbanks
Pour les articles homonymes, voir Fairbanks.
Douglas Fairbanks, Sr, né le 23 mai 1883 à Denver (Colorado) et mort le 12 décembre 1939 à Santa Monica (Californie), est un acteur, réalisateur et scénariste de cinéma américain, devenu célèbre à partir des années 1920 pour ses rôles dans des films de cape et d'épée muets, comme Le Signe de Zorro, Les Trois Mousquetaires, Robin des Bois, Le Voleur de Bagdad et Le Pirate noir.
Il est un moment surnommé « The King of Hollywood » (« Le Roi d'Hollywood ») et fait partie des premières « étoiles » de l'histoire du cinéma.

## Biographie

### Premiers pas
Douglas Elton Ullman est né à Denver dans le Colorado, le 23 mai 1883. Il est le fils de Hezekiah Charles Ullman (né en septembre 1833) et Ella Adelaide Marsh (née en 1850). Il a un frère, Robert Payne Ullman (13 mars 1882 - 22 février 1948), et un demi-frère, John Fairbanks (né en 1873).
Son père, né dans une famille juive en Pennsylvanie, est un avocat renommé de New York. Sa mère, catholique, est née à New York. Elle a auparavant épousé un homme du nom de John Fairbanks, qui la laisse veuve, puis un certain Wilcox, qui la maltraite. Son divorce est alors traité par Ullman, qu'elle épouse peu après.
Vers 1881, Charles Ullman se porte acquéreur de plusieurs intérêts miniers dans les montagnes Rocheuses et fait déménager la famille vers Denver, où il installe son nouveau cabinet. Puis Ullman abandonne sa famille alors que Douglas n'a que cinq ans, laissant sa femme s'occuper de ses deux enfants seule.

### Début de carrière

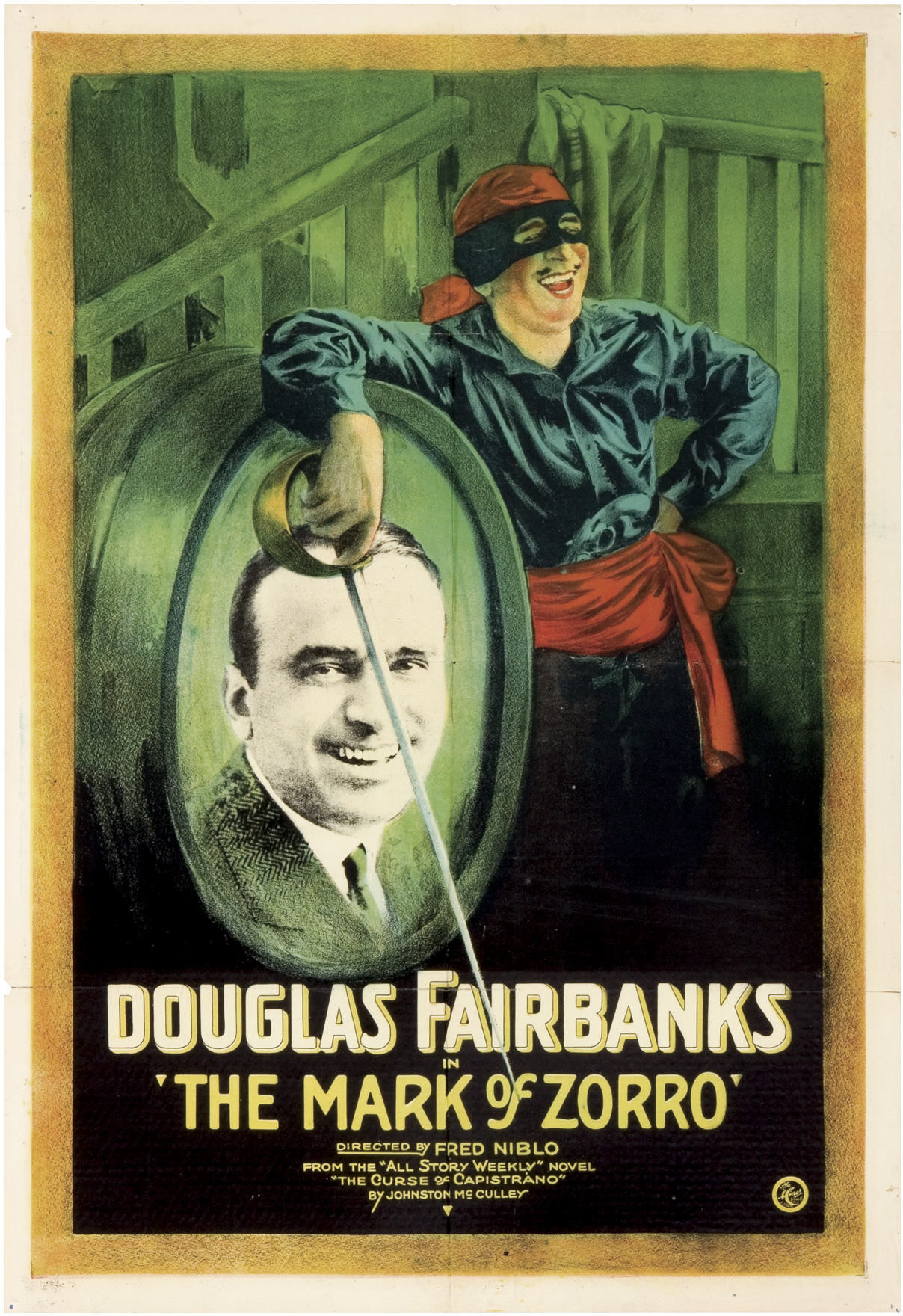
Le Signe de Zorro

Douglas Fairbanks commence très tôt à jouer sur scène à Denver, dans le théâtre amateur. Il joue dans des représentations estivales du Elitch Gardens Theatre, où il fait sensation dans son adolescence. Il fréquente le lycée de l'East Denver, d'où il est un jour renvoyé pour avoir déguisé les statues du campus le jour de la Saint-Patrick. Il quitte l'établissement la dernière année. Il dit avoir été étudiant à la Colorado School of Mines, puis à l'université Harvard mais aucun registre ne contient son nom. Toutefois, un article à ce sujet rapporta le témoignage d'un professeur des Mines qui évoquait le renvoi du futur acteur peu après son arrivée.
Il part s'installer à New York au début du siècle pour exercer son métier d'acteur, où il rejoint la troupe de l'acteur anglais Frederick Warde qui avait découvert Fairbanks sur scène à Denver. Mais il est d'abord vendeur dans une quincaillerie et employé d'un bureau de Wall Street avant ses débuts à Broadway en 1902.
Le 11 juillet 1907 à Watch Hill Rhode Island, il épouse Anna Beth Sully (1888-1967), la fille d'un riche industriel, Daniel J. Sully. Ils auront un fils, Douglas Elton Fairbanks, qui deviendra lui aussi acteur à succès. La famille part pour Hollywood en 1915.

### Hollywood

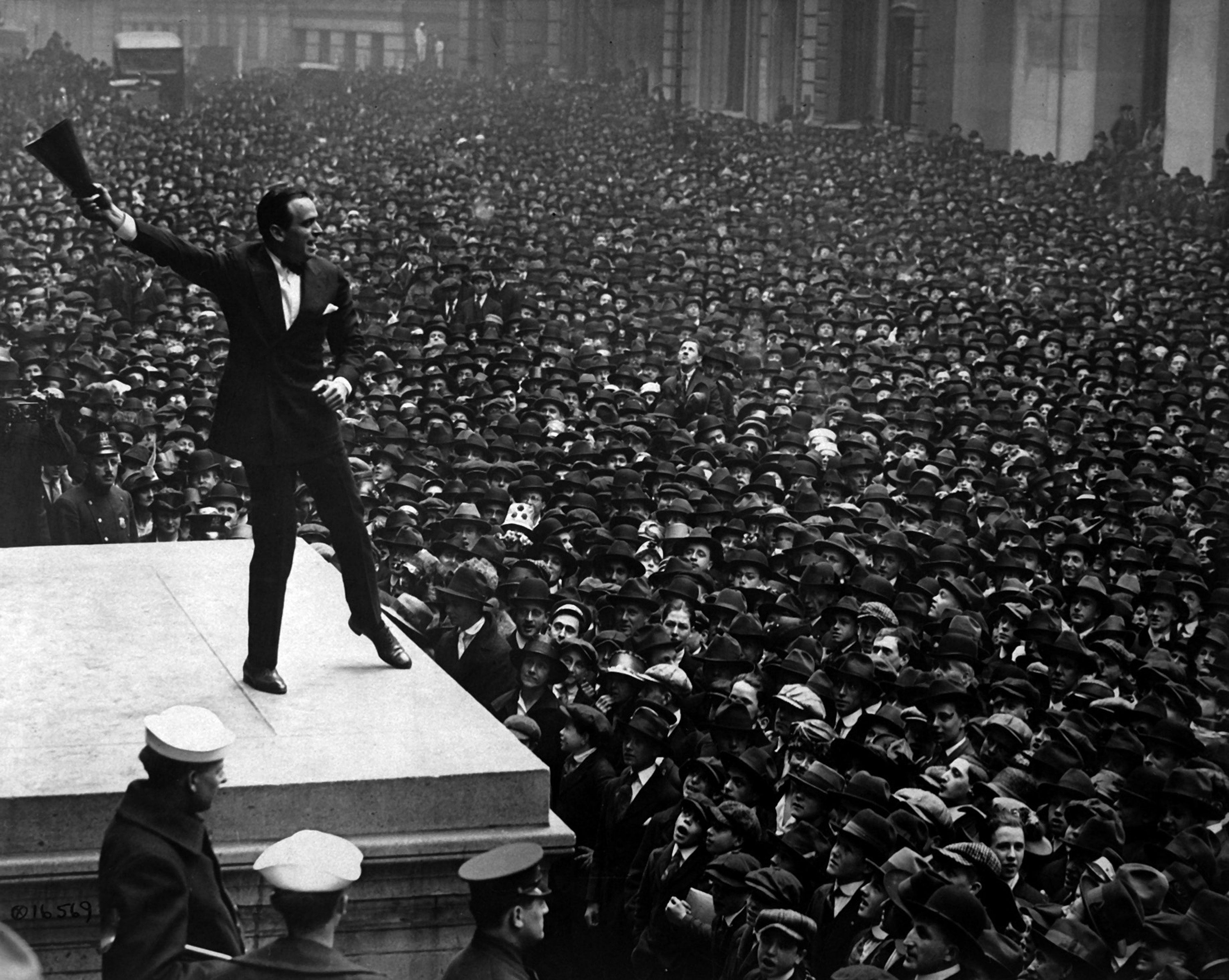
Fairbanks devant la foule lors de la tournée pour la vente des bons de guerre, en 1918 à New York.

Fairbanks signe un contrat avec la Triangle Pictures en 1915 et commence à travailler sous la direction de D. W. Griffith. Dès son premier film, Le Timide (The Lamb), il fait la démonstration de ses grandes qualités athlétiques qui le feront remarquer par le public. Mais ses prouesses ne sont pas du goût de Griffith, et il attire plutôt l'attention de Anita Loos et John Emerson, qui vont écrire et réaliser ses premières comédies romantiques. En 1916, il fonde sa première compagnie, la Douglas Fairbanks Film Corporation et trouve du travail à la Paramount. En 1918, Fairbanks est l'acteur le plus populaire d'Hollywood.

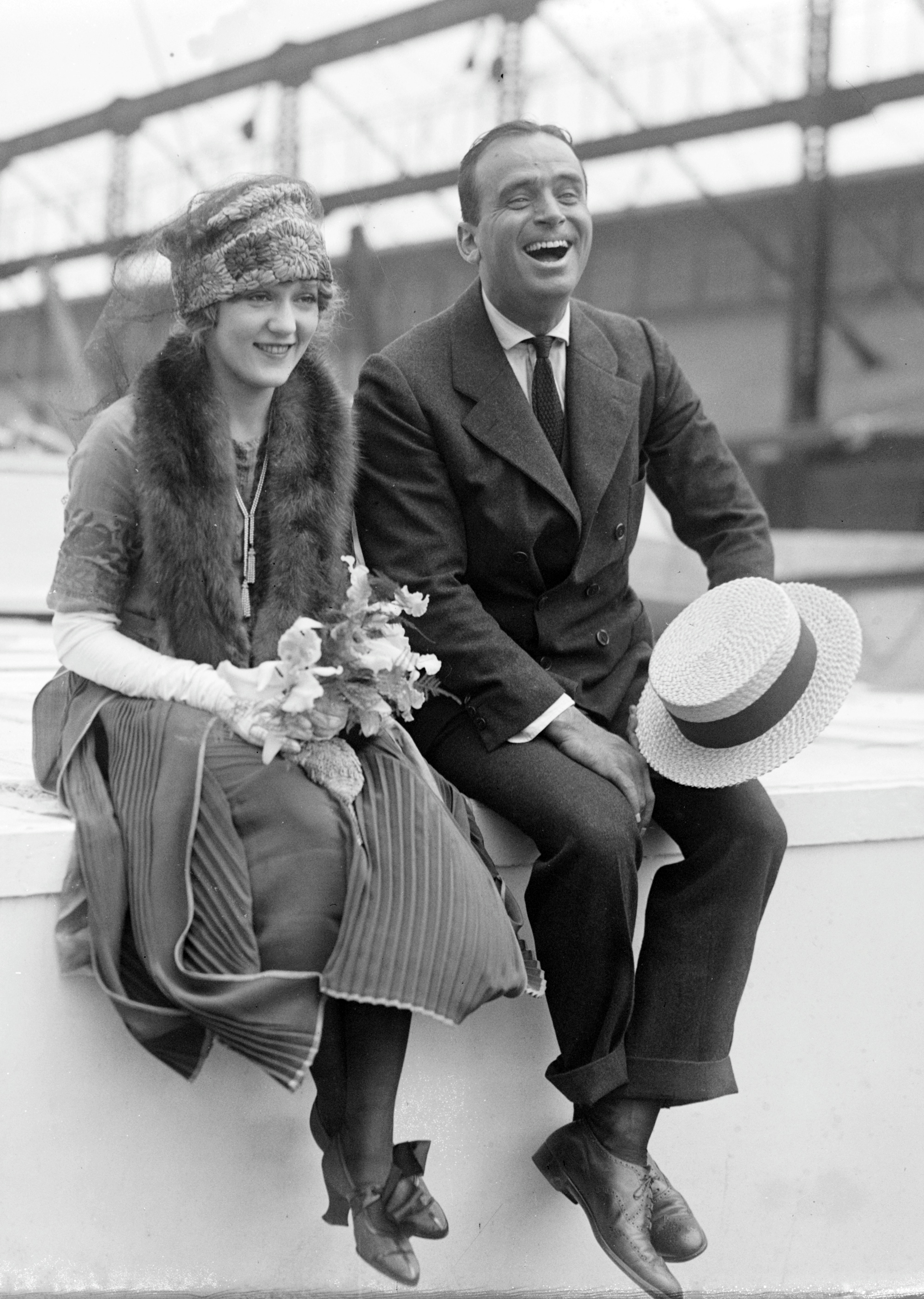
Mary Pickford et Douglas Fairbanks.

Il s'éprend de l'actrice Mary Pickford qu'il rencontre dans une soirée en 1916. L'année suivante, le nouveau couple s'associe à Charlie Chaplin, un ami proche, pour parcourir le pays en train afin de vendre des coupons de soutien à l'engagement dans la Première Guerre mondiale. Pickford et Chaplin sont alors les deux stars les mieux payées d'Hollywood. La réussite éclair de Fairbanks lui permettra rapidement de rejoindre le troisième rang. Mais dans le but de réduire les salaires élevés de ces trois grandes stars, les grands studios tentent de monopoliser les distributeurs et les exploitants de salles.
Le 1er décembre 1918 à la Nouvelle-Rochelle, sa femme obtient un décret de divorce ainsi que la garde de leur fils. Ils seront officiellement divorcés le 5 mars 1919.
En 1919, pour éviter le contrôle des studios et pour protéger leur indépendance, Fairbanks, Charles Chaplin, D. W. Griffith et Mary Pickford fondent la société de distribution United Artists qui leur procure une complète liberté artistique et de plus grands profits. La compagnie devra une grande partie de son bénéfice aux succès des films de Fairbanks.
Il est déterminé à épouser Mary Pickford, mais elle est alors encore mariée à l'acteur Owen Moore. Tous deux sont soucieux de la mauvaise publicité que leur apporterait leur liaison extra-conjugale. Fairbanks soumet à Mary Pickford un ultimatum et elle obtient un divorce rapide dans la petite ville de Minden (Nevada) le 2 mars 1920. Fairbanks loue Grayhall, sa villa de Beverly Hills qu'il aurait utilisée pendant sa cour à l'actrice.
Le divorce de Pickford d’avec Owen Moore étant prononcé le 2 mars 1920, elle épouse Fairbanks le 28 mars. Leur lune de miel est mouvementée : le ton en Europe fut donné par une violente bousculade à Londres où des fans de l'actrice tentèrent de toucher ses vêtements et ses cheveux (elle fut sortie de sa voiture et violemment piétinée). À Paris, une émeute similaire eut lieu sur un marché, où l'actrice fut contrainte de se réfugier dans un conteneur à viande. Pour leur retour triomphal à Hollywood, une foule en liesse les attend pour les acclamer à chaque station ferroviaire du pays. À la suite d'une série de films de cape et d'épée à grand succès, comme Le Signe de Zorro, Douglas Fairbanks acquiert une image encore plus héroïque et romantique, tandis que Mary Pickford continue d'incarner la « fille d'à-côté » vertueuse mais enflammée. Même dans les soirées privées, les gens se lèvent spontanément lorsqu'elle entre dans la pièce ; le couple est souvent qualifié d'« Hollywood royalty » — les altesses royales de Hollywood. Leur gloire internationale est si grande que les dignitaires et les chefs d'État étrangers en visite à la Maison Blanche demandent souvent s'il leur est possible de visiter Pickfair, l'immense manoir du couple à Beverly Hills.
Les dîners à Pickfair resteront légendaires. Charlie Chaplin, le meilleur ami de Fairbanks, y est souvent présent, mais aussi d'autres invités tels que George Bernard Shaw, Albert Einstein, Elinor Glyn, Helen Keller, H. G. Wells, Lord Mountbatten, Fritz Kreisler, Amelia Earhart, F. Scott Fitzgerald, Noël Coward, Max Reinhardt, Sir Arthur Conan Doyle, Austen Chamberlain, Sir Harry Lauder ou encore le médaillé olympique et soldat japonais Takeichi Nishi. Pickford et Fairbanks sont les premiers acteurs à laisser leur empreinte dans le ciment du Grauman's Chinese Theatre (l'actrice y laissa aussi l'empreinte de ses pieds). Mais la nature publique et exposée de leur mariage distend celui-ci jusqu'au point de rupture. Tiraillés par l'exigence de leurs activités, ils se voient de moins en moins. Lorsqu'ils ne travaillent pas pour le cinéma, ils passent leur temps en représentation permanente, tels des ambassadeurs officieux de l'Amérique dans les parades, les cérémonies d'inauguration et les discours publics. Les pressions s'intensifient avec le déclin de leurs carrières à l'avènement du cinéma parlant. L'infatigable acteur trouve du réconfort en parcourant les mers du monde alors que l'actrice est casanière. Leur relation est définitivement plombée par la liaison que noue l'acteur avec Sylvia Ashley (en) au début des années 1930, qui entraîne une longue séparation puis le divorce le 10 janvier 1936. Douglas Fairbanks Jr. déclara que son père et Mary Pickford ont regretté jusqu'à la fin de leur vie de n'être jamais parvenus à se réconcilier. En mars 1936, il épouse Sylvia Ashley.
Il meurt des suites d'une crise cardiaque en décembre 1939 à Santa Monica.

## Filmographie

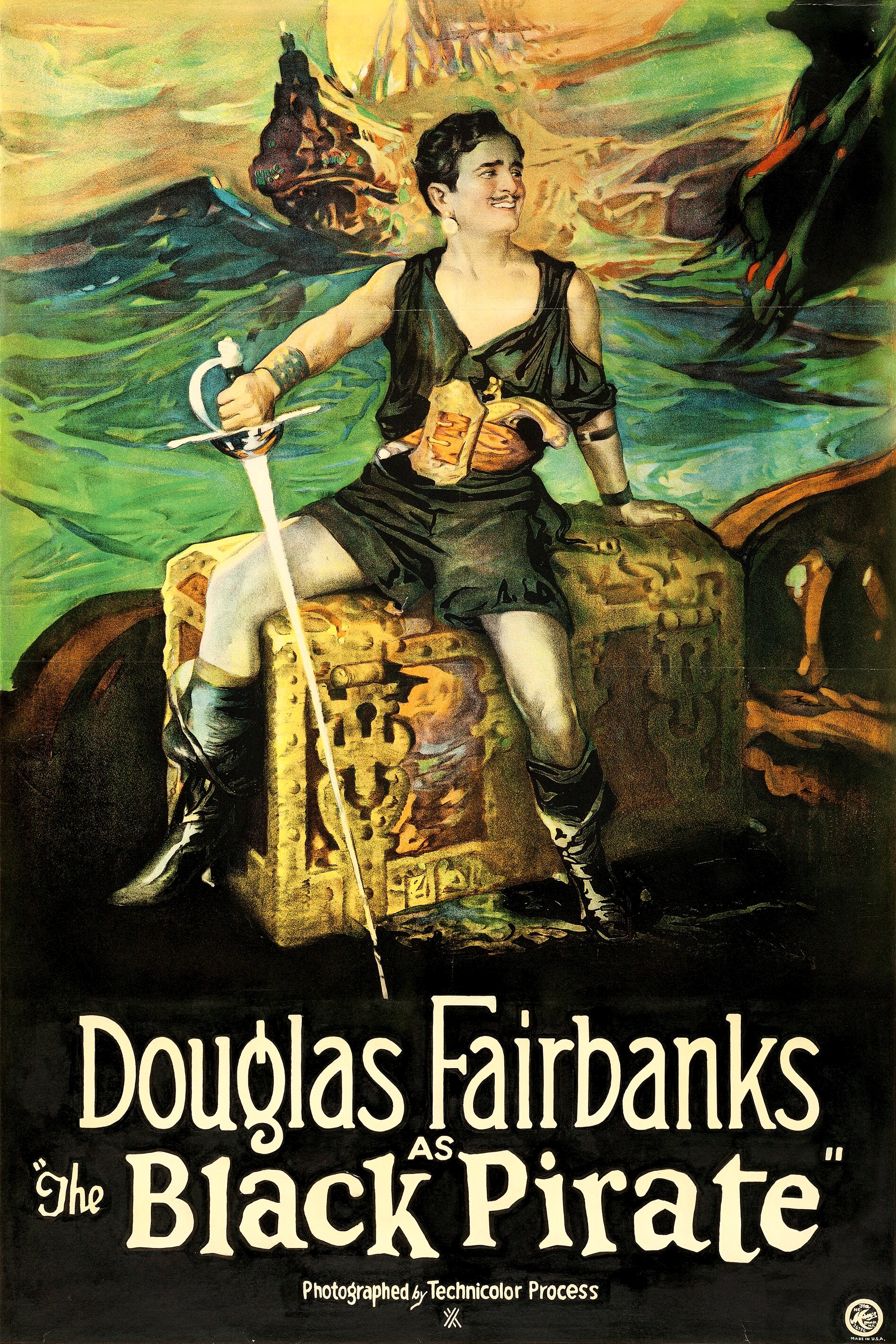
Le Pirate noir d'Albert Parker (1926).

### Films muets
- 1915 : Le Timide (The Lamb) de Christy Cabanne
- 1915 : La Naissance du Texas (Martyrs of the Alamo) de Christy Cabanne
- 1915 : Double Trouble de Christy Cabanne
- 1916 : Amour et Publicité (His Picture in the Papers) de John Emerson
- 1916 : The Habit of Happiness d'Allan Dwan
- 1916 : Paria de la vie (The Good Bad Man) d'Allan Dwan (+ scénario)
- 1916 : Terrible adversaire (Reggie Mixes In) de Christy Cabanne
- 1916 : Le Mystère du poisson volant (The Mystery of the Leaping Fish) de Christy Cabanne et John Emerson
- 1916 : Flirting with Fate de Christy Cabanne
- 1916 : Le Métis (The Half-Breed) d'Allan Dwan
- 1916 : Intolérance (Intolerance) de David Wark Griffith (figuration)
- 1916 : Une aventure à New York (Manhattan Madness) d'Allan Dwan
- 1916 : American Aristocracy de Lloyd Ingraham
- 1916 : The Matrimaniac de Paul Powell
- 1916 : L'Américain (The Americano) de John Emerson
- 1917 : All-Star Production of Patriotic Episodes for the Second Liberty Loan
- 1917 : Sa revanche (In Again, Out Again) de John Emerson
- 1917 : Wild and Woolly, de John Emerson
- 1917 : L'Île du Salut (en) (Down to Earth) de John Emerson
- 1917 : Le Sauveur du ranch (The Man from Painted Post) de Joseph Henabery
- 1917 : Douglas dans la lune (Reaching for the Moon) de John Emerson
- 1917 : Douglas le nouveau D'Artagnan (A Modern Musketeer) d'Allan Dwan
- 1918 : Swat the Kaiser
- 1918 : Headin' South d'Allan Dwan
- 1918 : Un charmeur (Mr. Fix-It) d'Allan Dwan
- 1918 : Douglas reporter (en) (Say! Young Fellow) de Joseph Henabery
- 1918 : Douglas au pays des mosquées (Bound in Morocco) d'Allan Dwan
- 1918 : Douglas a le sourire (He Comes Up Smiling) d'Allan Dwan
- 1918 : Sic 'Em, Sam (it)
- 1918 : Le Lieutenant Douglas (Arizona) d'Albert Parker
- 1919 : Douglas brigand par amour (The Knickerbocker Buckaroo) de Albert Parker
- 1919 : Sa Majesté Douglas (His Majesty, the American) de Joseph Henabery
- 1919 : Cauchemars et Superstitions (When the Clouds Roll By) de Victor Fleming
- 1920 : Une poule mouillée (The Mollycoddle) de Victor Fleming
- 1920 : Le Signe de Zorro (The Mark of Zorro) de Fred Niblo (acteur, scénariste et producteur exécutif)
- 1921 : L'Excentrique (The Nut) de Theodore Reed (acteur, producteur et scénariste)
- 1921 : Les Trois Mousquetaires (The Three Musketeers) de Fred Niblo (acteur, producteur et scénariste)
- 1922 : Robin des Bois (Robin Hood) d'Allan Dwan (acteur, producteur et scénariste)
- 1924 : Le Voleur de Bagdad de Raoul Walsh (acteur, producteur et scénariste)
- 1925 : Don X, fils de Zorro (Don Q Son of Zorro) de Donald Crisp (acteur et producteur)
- 1925 : Ben-Hur: A Tale of the Christ de Fred Niblo (extra)
- 1926 : Le Pirate noir (The Black Pirate), d’Albert Parker (acteur, producteur et scénariste)
- 1927 : Le Gaucho (The Gaucho) de F. Richard Jones (acteur, producteur et scénariste)
- 1927 : Carter DeHaven in Character Studies : lui-même
- 1928 : Mirages (Show People) de King Vidor : caméo
- 1929 :  Le Masque de fer  (The Iron Mask) d'Allan Dwan (acteur, producteur et scénariste)

### Films parlants
- 1929 : La Mégère apprivoisée (The Taming of the Shrew) de Sam Taylor (acteur et coproducteur)
- 1930 : Pour décrocher la lune (Reaching for the Moon) d'Edmund Goulding (acteur et producteur)
- 1932 : Robinson moderne (Mr. Robinson Crusoe) d'Edward Sutherland (acteur, producteur et scénariste)
- 1934 : La Vie privée de Don Juan (The Private Life of Don Juan) d'Alexander Korda (acteur)

### Film documentaire
- 1931 : Autour du monde avec Douglas Fairbanks (Around the World in 80 Minutes with Douglas Fairbanks) co-réalisé avec Victor Fleming